# 140 mm armata morska Typ 3
Armata morska 140 mm (14 cm) L/50 Typ 3 – japońska armata morska kalibru 140 mm będąca na wyposażeniu wielu okrętów Cesarskiej Marynarki Wojennej od krążowników lekkich wzwyż.

## Historia
Armata została opracowana w wyniku doświadczeń wojny rosyjsko-japońskiej. Ówczesne japońskie krążowniki uzbrojone były w brytyjskie działa 152 mm, lecz ręczne ładowanie  pocisków o wadze 45,4 kg dla japońskich marynarzy było uciążliwe (z uwagi na drobniejszą budowę ciała) i przy ogniu ciągłym poważnie obniżało szybkostrzelność, stąd zdecydowano zastąpić je działem nieco mniejszego kalibru. 24 kwietnia 1914 roku armata kalibru 140 mm  L/50 Typ 3 (3 rok okresu Taishō) została przyjęta na uzbrojenie. Oficjalnie kaliber jej był oznaczony jako 5,5 cala, a od 5 października 1917 roku – 14 cm. Produkcja seryjna rozpoczęła się w 1916 roku. Pierwszym okrętem, na którym zainstalowano nowe działa był pancernik „Ise”. W okresie międzywojennym armata 140 mm Typ 3 była głównym uzbrojeniem japońskich lekkich krążowników. Armata była stosowana tylko w jednostkach nawodnych, na okrętach podwodnych była stosowana odmiana 140 mm L/40.

## Opis i zastosowanie
Jako pierwsze stosowano działa kazamatowe, na pancernikach typu Ise, a następnie typu Nagato. Kąt podniesienia wynosił w nich początkowo 20°, następnie zwiększony do 30° w przypadku typu Ise i 35° w przypadku Nagato.
Na wczesnych krążownikach stosowano podstawy pojedyncze z maską ochronną, o masie 21 ton. Kąt podniesienia wynosił od -7° lub -5° do 20° w przypadku krążowników typu Tenryū, do 25° w typie Kuma i Nagara i do 30° w typie Sendai i „Yūbari”. Donośność odpowiednio wynosiła 15,8 km, 17,5 km lub 19,1 km. Masa pocisku wynosiła 38 kg, a masa ładunku miotającego 10,33–10,97 kg.
Na nowszych okrętach stosowano następnie podstawy podwójne modelu A w wieżach, o kącie podniesienia do 30° (część artylerii krążownika „Yūbari”, okręty-bazy okrętów podwodnych „Chōgei” i „Jingei”, stawiacz min „Okinoshima”). Na krążownikach szkolnych typu Katori i transportowcu wodnosamolotów „Nisshin” zastosowano ulepszone wieże A2, o kącie podniesienia do 35°.
Długość działa wynosiła 7235 mm, długość części gwintowanej lufy 5968 mm. Armata miała zamek śrubowy. Żywotność lufy wynosiła 500–600 strzałów.